# Blancoa piacoa
Blancoa piacoa är en spindelart som beskrevs av Huber 2000. Blancoa piacoa ingår i släktet Blancoa och familjen dallerspindlar.
Artens utbredningsområde är Venezuela. Inga underarter finns listade.